# Distrito de Nuñoa
Nuñoa es uno de los nueve distritos de la provincia de Melgar en el departamento peruano de Puno. En el año 2007 tenía una población de 11 121 habitantes y una densidad poblacional de 5,1 personas por km². Abarca un área total de 2200,16 km², la que lo hace el distrito más grande de la provincia de Melgar. Debido a su localización natural en la región Suni la temperatura promedio oscila entre 14 °C y -3.9 °C. Sin embargo, la temperatura también podría descender entre -17 °C a -14 °C durante los meses de invierno. El sistema de organización del territorio del distrito de Nuñoa está conformado por cuatro regiones o zonas (del quechua sayas): 
- Urinsaya Ccocha
- Anansaya Ccocha
- Urinsaya Puna
- Anansaya Puna

La principal actividad económica del distrito de Nuñoa es la crianza de camélidos sudamericanos, especialmente la alpaca suri, del cual se extrae su lana y se confecciona artesanía. La alpaca suri del distrito de Nuñoa es tan renombrada que es conocida como "Nuñoa Capital Mundial y Patrimonio de la Alpaca Suri".

## Historia
El distrito de Nuñoa data su nombre a una planta, llamada ñuñu ñuñu que crece de forma abundante en este distrito. Estudios arqueológicos han demostrado que los antecedentes de Nuñoa datan desde la época preinca. y que sus pobladores pertenecieron a la nación Canas, ubicada al lado este de la provincia de Espinar. 
La conquista de Nuñoa por parte del Inca Pachacutec se dio en 1430. En abril de 1571, durante el Virreinato, el pueblo de Nuñoa fue establecido política y eclesiásticamente por el virrey Francisco de Toledo, quien dicto que los pueblos deberían tener un santo patrón, para lo cual Nuñoa ofrendo 20 cargas de oro y plata de las minas de Minastira que fueron llevados a Lima en mulas de carga. Accediendo a la petición el virrey Francisco de Toledo, el 28 de junio de 1572 llegan San Pedro y San Pablo para bendecir al pueblo de Nuñoa.
Durante la época de la emancipación del Perú y luego del ajusticiamiento de José Gabriel Condorcanqui, se producen varias batalles en el distrito de Nuñoa. El 5 de mayo de 1781 ocurre La Batalla de Orqorara donde se enfrentan tropas españolas dirigidas por el coronel Gabriel Avilés contra el cacique nuñoeño Waman Tapara, quien estaba apoyado por los hermanos huaricacha. El día 6 de mayo de 1781 ocurre La Batalla de Nuñoa en el peñón de Kajsili, donde los nuñoeños derrotaron a los españoles.
En 1823, durante la época republicana, se ordena la demarcación política del Perú, años más tarde, el 12 de octubre de 1853, se establece la fundación y creación política del distrito de Nuñoa, y es reconocido con el título de "Pueblo Heroico" por el Congreso de la República, por mandato del Simón Bolívar.

## Geografía
Nuñoa se encuentra ubicado en las coordenadas 14°28′48″S 70°38′28″O / -14.48000, -70.64111. Además, según el INEI, Nuñoa tiene una superficie total de 2200,16 km². Este distrito se encuentra situado en el norte de la provincia de Melgar, en la zona norte del departamento de Puno. Su capital Nuñoa se halla a una altitud de 4023 m s. n. m. lo que lo localiza en la región natural suni.
| Noroeste: distrito de San Pablo (departamento de Cusco)                                | Norte: distrito de Corani (departamento de Cusco) | Noreste: distrito de Macusani |
| Oeste: distrito de Marangani y distrito de Sicuani (ambos en el departamento de Cusco) |                                                   | Este: distrito de Antauta     |
| Suroeste distrito de Ocuviri                                                           | Sur: distrito de Santa Rosa y distrito de Ayaviri | Sureste: distrito de Orurillo |

## Demografía

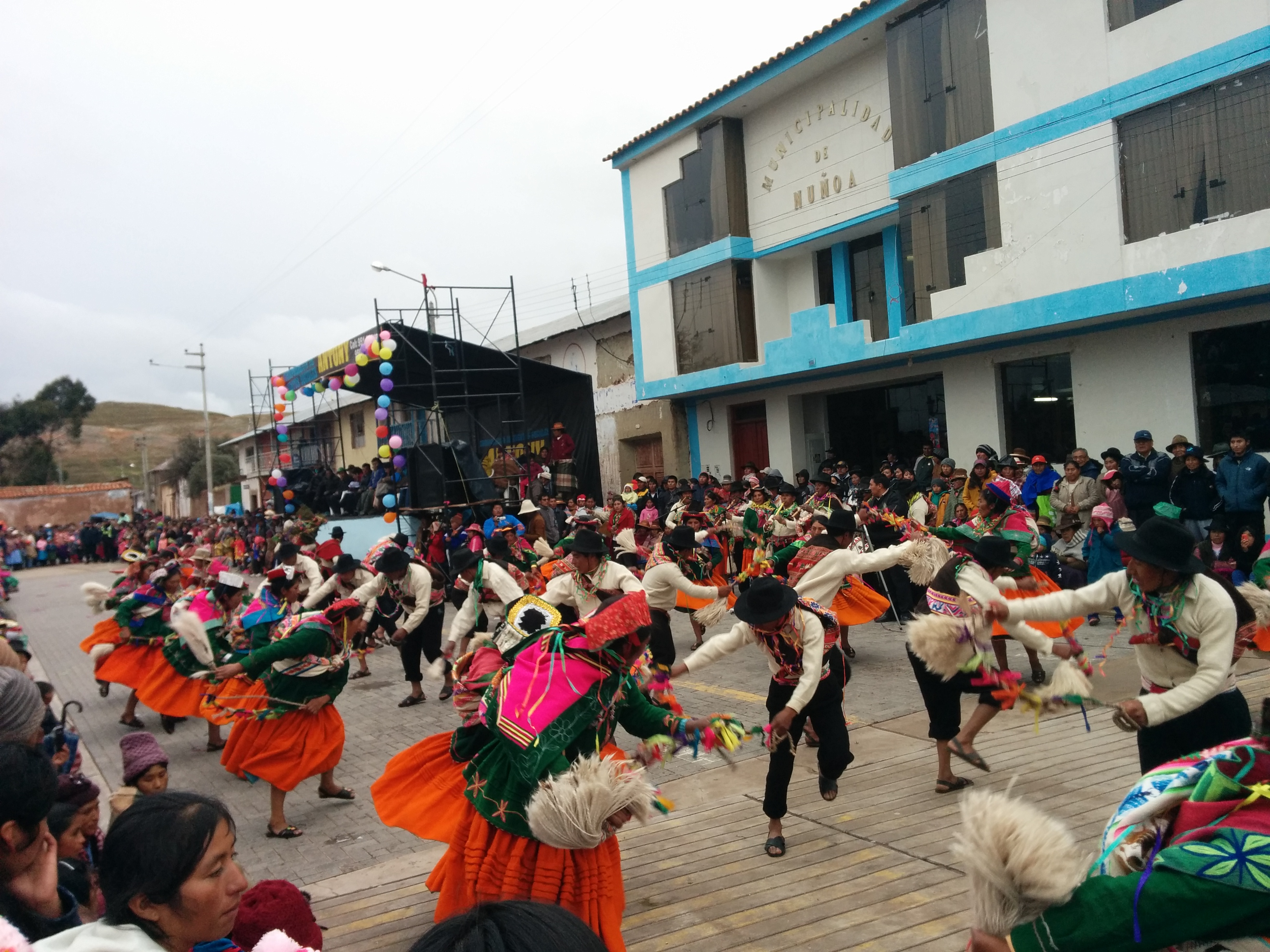
Danzantes nuñoeños de q'aqcha en la plaza de armas del distrito de Nuñoa.

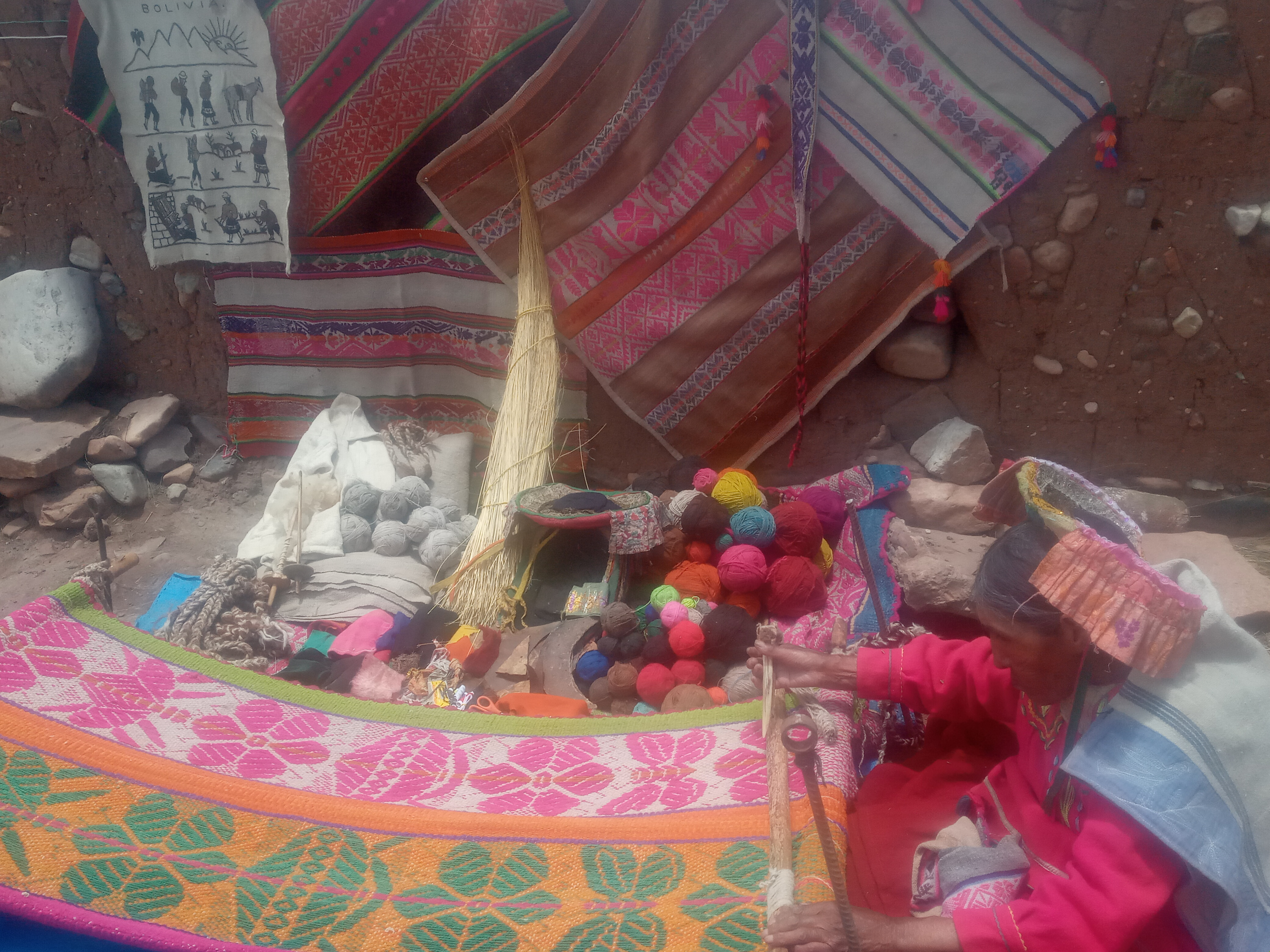
Artesania de nuñoa

Según el censo peruano de 2007, había 11 121 personas residiendo en Nuñoa. La densidad de población era 5,1 hab./km². Según el censo de 2017 realizado por el Instituto Nacional de Estadística e Informática (INEI) el distrito de Nuñoa contaba con 8450 habitantes. Además, las proyecciones del INEI indicaban, 8765 habitantes (2018),  8581 (2019), y 8374 habitantes (2020).

## Curiosidades religiosas locales
Desde el punto de vista jerárquico de la Iglesia católica es sede de la Prelatura de Ayaviri en la Arquidiócesis de Arequipa. Fiesta patronal local, expresión de sincretismo religioso, católico e indígena, es dedicada a "Mamita Virgen del Pilar":

Cada año se celebra la  fiesta patronal, en homenaje a la Virgen del Pilar, Patrona de Nuñoa. La fiesta que se desarrolla cada 12 de octubre. En esa fiesta danzarines y  músicos de todo el distrito alegran y adornan las calles de Nuñoa. Este espectáculo sin par, es considerado como uno de los dos más grandes acontecimientos que se celebran a nivel de la provincia de Melgar, este homenaje y la fiesta patronal de la Virgen de la Altagracia cuya imagen se venera en Ayaviri.
Por ser una expresión de las manifestaciones tradicionales de la cultura viva que caracteriza a las comunidades asentadas en la sierra sur del Perú, y que contribuye a la identidad regional y nacional.

## Sitios turísticos
- Mauk'a Llaqta, Nuñoa es un sitio arqueológico considerado como la antigua civilización establecida en la geografía nuñoeña, fue descubierto por el arqueólogo nuñoeño Lucas Guerra Solís. Está ubicado a 15 km al este del distrito de Nuñoa.
- Templo San Pedro de Nuñoa es una iglesia construida en el siglo XVI, durante la época del virrey Francisco de Toledo. Tuvo como primer párroco a Francisco Martínez Carvajal.
- Puente colonial de Nuñoa (denominado puente Alfonso Ugarte) fue construido sobre el río Nuñoa por los austriacos Mateo Payalich y Agustín Milos, inaugurado el 28 de julio de 1898, y declarado como patrimonio cultural de la nación el 19 de marzo de 1998.
- La plaza de Toros de Lidia
- El majestuoso Apu Orccorara (Urqurara).- Es uno de los Apus tutelares del distrito de Nuñoa, se caracteriza por su misticismo y por ser un lugar adecuado para realizar diferentes rituales en el mes de junio y julio.
- Petroglifos de Nuñoa. - sector Orcorona o ORQORARA, margen izquierda del canal de irrigación Huamantapara a 1 km del poblado.
- Aguas termales de passanaccollo-es un balneario ubicado al sureste del distrito por el sector de passanaccollo.
- Puente de América, Nuñoa.

## Autoridades

### Municipales
- 2023 - 2026[11]
  - Alcalde: Ing. Luis Eudis Condori Mendoza, del Movimiento Regional Moral y Desarrollo
  - Regidores:

  1. Ing. Feliciano Tito Ccama
  2. Lic. Lisbeth Deida Cahuana Medrano
  3. Téc. Reymundo Diaz Ccansaya
  4. Prof. Angelica Huaman Villanueva
  5. Sr. Andrés Ccori Tapara